# I. e. 383
Évszázadok: i. e. 5. század – i. e. 4. század – i. e. 3. század
Évtizedek: i. e. 430-as évek – i. e. 420-as évek – i. e. 410-es évek – i. e. 400-as évek – i. e. 390-es évek – i. e. 380-as évek – i. e. 370-es évek – i. e. 360-as évek – i. e. 350-es évek – i. e. 340-es évek – i. e. 330-as évek
Évek: i. e. 388 – i. e. 387 – i. e. 386 – i. e. 385 –  i. e. 384 – i. e. 383 – i. e. 382 – i. e. 381 – i. e. 380 – i. e. 379 – i. e. 378

## Események

### Görögország
- III. Amüntasz makedón király szövetséget köt a Khalkidiké-félsziget városainak ligájával. Spárta, amely arra törekszik, hogy a görög államok ne alakítsanak nagyobb szövetségeket, hadsereget küld északra a khalkidikéi liga szétzúzására.
- A Phoibidasz vezette hadsereg útközben kihasználva Thébai belső harcait, behatol a városba és elfoglalja a fellegvárat. A Spárta-ellenes pártot elűzik és helyőrséget hagyva az erődben a Spárta-párti politikusokat helyezik hatalomba. Thébai korábbi vezetői közül sokan elmenekülnek; a Spárta-ellenes Epaminondasz a városban marad.

### Itália
- Rómában consuli jogkörű katonai tribunusok: Lucius Valerius Potitus Poplicola, Servius Sulpicius Rufus, Lucius Aemilius Mamercinus, Aulus Manlius Capitolinus, Lucius Lucretius Tricipitinus Flavus és Marcus Trebonius.
- Szicília déli partján a karthágóiak visszafoglalják Herakleia Minoa városát Szürakuszaitól.

### Kultúra
- Az indiai Vaisáli városában megtartják a második buddhista tanácskozást.

## Fordítás
- Ez a szócikk részben vagy egészben  a(z)   383 BC című angol Wikipédia-szócikk ezen változatának fordításán alapul.  Az eredeti cikk szerkesztőit annak laptörténete sorolja fel. Ez a jelzés csupán a megfogalmazás eredetét és a szerzői jogokat jelzi, nem szolgál a cikkben szereplő információk forrásmegjelöléseként.